# Jandarmul și jandarmerițele
Jandarmul și jandarmerițele (în franceză Le gendarme et les gendarmettes) este un film franțuzesc din anul 1982, regizat de Jean Girault. El este al șaselea (și ultimul) film din seria Jandarmul, cu Louis de Funès în rolul jandarmului Ludovic Cruchot. 

## Rezumat
Mutați într-un sediu nou și mai mare, jandarmii de la brigada din Saint-Tropez primesc sarcina de a instrui patru tinere jandarmerițe stagiare. Jandarmii sunt încântați de cele patru femei frumoase, dar nu și soțiile lor. Stagiarele se descurcă destul de bine cu noile îndatoriri, depășindu-și uneori instructorii. După o săptămână însă, un specialist în spionaj informatic le răpește, una după alta, pe jandarmerițe și le duce la o destinație necunoscută. Existența brigăzii fiind pusă în pericol de aceste răpiri care par să aibă un motiv inexplicabil, jandarmii din Saint-Tropez vor elabora un plan pentru găsirea jandarmerițelor, punându-și viața lor în primejdie.

## Distribuție
- Louis de Funès - sergentul-șef Ludovic Cruchot
- Michel Galabru - plutonierul Jérôme Gerber
- Maurice Risch - jandarmul Beaupied
- Patrick Préjean - jandarmul Perlin
- Guy Grosso - jandarmul Gaston Tricard
- Michel Modo - jandarmul Jules Berlicot
- Claude Gensac - Josépha Cruchot
- Micheline Bourday - doamna Gerber
- Jacques François - colonelul
- Babeth Étienne - Marianne Bonnet (jandarmeriță)
- Nicaise Jean-Louis - Yo Macumba (jandarmeriță)
- Catherine Serre - Christine Recourt (jandarmeriță)
- Sophie Michaud - Isabelle Leroy (jandarmeriță)
- Pierre Repp -  reclamantul bâlbâit
- Jean-Louis Richard - "Creierul"
- France Rumilly - sora Clotilde
- Stéphane Bouy - un marinar de pe Albacora
- Max Montavon - farmacistul
- Franck-Olivier Bonnet - un marinar de pe Albacora
- Jean Turlier - ministrul
- René Berthier - adjunctul colonelului
- Bernard Pascual - cascador (necreditat)
- Philippe Ruggieri - Georges
- Sandra Barry
- Chantal Aba
- Dominique Briand

## Despre film

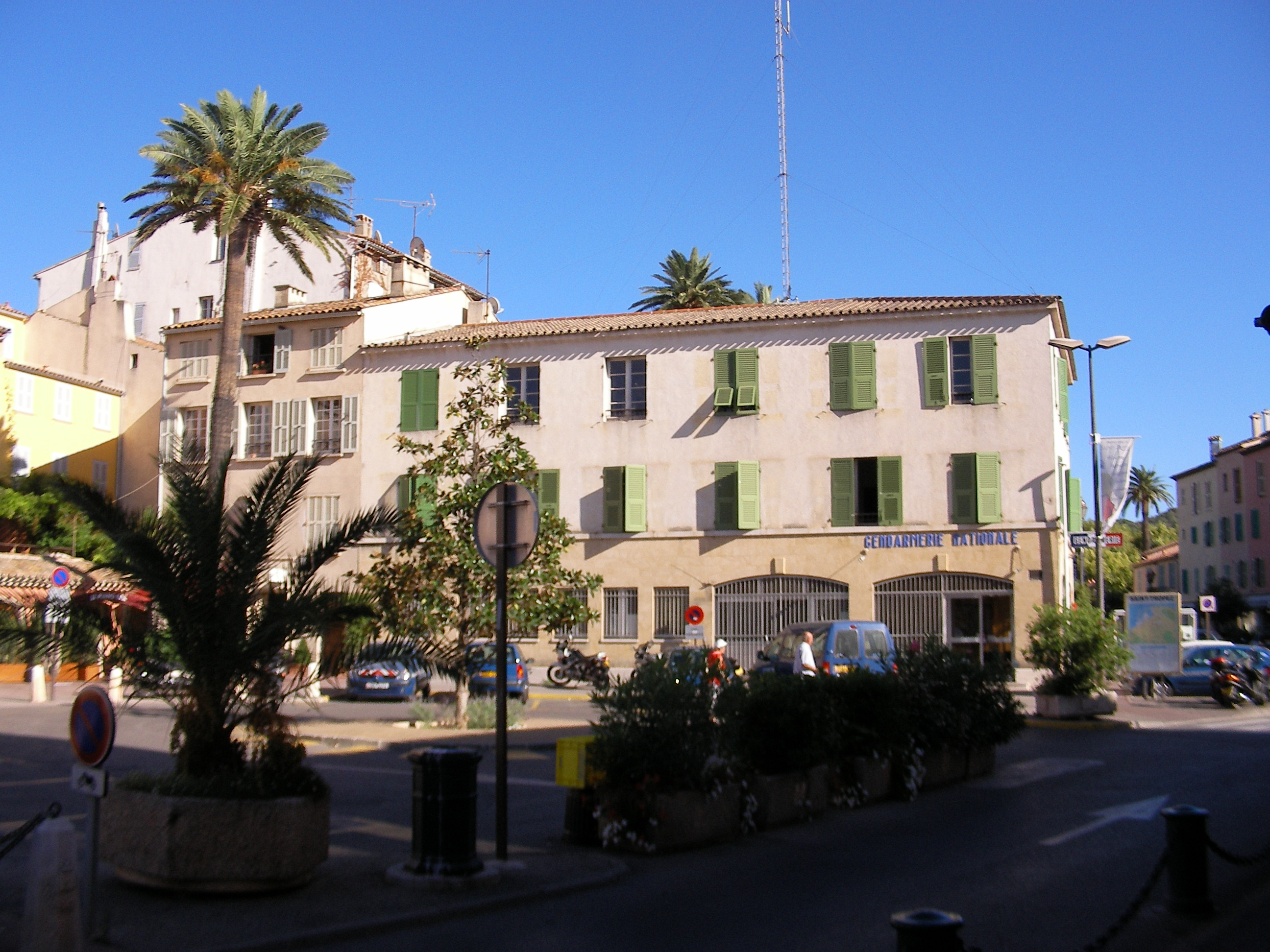
Noul sediu al Jandarmeriei Naţionale din Saint-Tropez

- Jean Girault a decedat la 24 iulie 1982, în timpul filmărilor, din cauza unei tuberculoze; filmul a fost finalizat de asistentul său, Tony Aboyantz.
- Acest film este ultimul din seria Jandarmul, mai ales din cauza decesului lui Louis de Funès. De asemenea, a fost și ultimul film în care a jucat Louis de Funès, decedat la 27 ianuarie 1983, la trei luni după lansarea acestui film.
- Autoturismul Citroën 2CV pe care-l conduce sora Clotilde își schimbă modelul în mod bizar în timpul cursei sale nebune pentru a-i preveni pe jandarmi cu privire la locul unde sunt ținute jandarmerițele. La început, se vede modelul 2CV cu portiere clasice pentru ca după câteva momente să se vadă modelul cu portiere "suicide". Scena a servit pentru o reclamă a companiei Citroën pentru Programul Rabla în 2010.
- Babeth Étienne, care interpretează rolul jandarmeriței Marianne Bonnet, era în acea perioadă soția lui Johnny Hallyday.
- Cei șase jandarmi sunt: Louis de Funès, Michel Galabru, Michel Modo, Guy Grosso, Maurice Risch și Patrick Préjean (în rolul jandarmului Perlin, care a apărut într-un singur film din serie).
- Plutonierul Gerber, care în alte filme din serie se numește Jérôme, este numit aici Alphonse (ca și în primul Jandarm de altfel). Soția sa, numită succesiv Cécilia (1), Gilberte (3) și Simone (5), este numită aici Germaine.

## Recepție
în Lexikon des internationalen Films se precizează următoarele despre acest film: „Ultimul film al lui Louis de Funès, care este adaptat, ca de obicei, la stilul agitat-turbulent al actorului de comedie și satisface numai foarte puține nevoile de divertisment.“ 